# Josipina Turnograjska

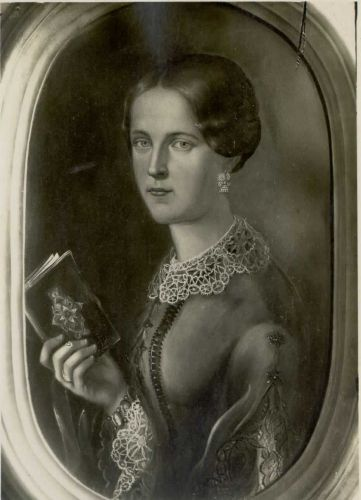
Josipina Turnograjska

Josipina Urbančič Turnograjska (ur. 9 lipca 1833, zm. 1 czerwca 1854 w Grazu) – słoweńska pisarka i poetka epoki romantyzmu

## Rys biograficzny
Josipina Turnograjska (1833-1854) przyszła na świat w mieście Turn w regionie Dolna Kraina. W domu uczyła się muzyki (bardzo dobrze grała na pianinie) oraz łaciny i greki. Była bardzo utalentowana językowo – języka francuskiego nauczyła się sama bez pomocy żadnego nauczyciela. Była bardzo dobrze wykształconą kobietą jak na tamte czasy. Jeden z jej nauczycieli – Lovr Pintarj zaszczepił w niej duch iliryzmu, dzięki niemu Josipina zaczęła pisać po słoweńsku. W roku 1850 zaręczyła się z Lovrem Tomanom – poetą i politykiem, który studiował w Gradcu (Zagrzebiu). Ze względu na odległość narzeczeni przez pewien czas mieli ze sobą tylko kontakt listowny. Ich korespondencja zawiera ponad tysiąc listów. W roku 1853 Josipina przeprowadziła się do Gradca, gdzie rok później zmarła z powodu odry i komplikacji przy porodzie. W chwili śmierci miała 21 lat. Została pochowana w Gradcu na cmentarzu świętego Lenarta.

## Twórczość
Josipina Turnograjska jest pierwszą słoweńską pisarką. Na jej twórczość duży wpływ miał jej nauczyciela Lovr Pintarj i jej narzeczony Lovr Toman. Pisała po słoweńsku, co w tamtych czasach było rzadkie. Na początku jej twórczość nie została dobrze przyjęta. Janez Trdina w liście do jej narzeczonego napisał: „Kobiety powinny stać przed piecem lub przed kołyską – a nie trzymać długopis! To nie jest dla nich zawód.” Później jednak przyznał, że twórczość Turnograjskiej zasługuje na uznanie. Josipina Turnograjska napisała 38 nowel. Na początku pisała prozę głównie o charakterze moralizatorskim i pouczającym, później jednak zaczęła rozwijać swój warsztat i tworzyła również dzieła o innej tematyce: historycznej, politycznej i społecznej. Swoje dzieła wydawała w „Slovenski čbeli” i „Zori”. Jednym z jej najsławniejszych opowiadań jest Nedolžnost in sila, która opowiada o miłości między mężczyzną z królewskiego rodu i dziewczyną z niższych warstw społecznych.
Zachowane zostały trzy wiersze Turnograjskiej, nie napisała ich więcej, gdyż do swojej poezji miała bardzo krytyczny stosunek. Jeden z nich Noč na grobu został zainspirowany wizytą na grobie ojca pisarki.

## Dzieła
Żadne z jej dzieł jeszcze nie zostało przetłumaczone na język polski.
Proza:
- Boris
- Carigrajski Patriarh
- Cesar v Ljubljani
- Domoljubje
- Donava
- Hoja iz Preddvora na Turn
- Izdajstvo in sprava
- Jelen
- Jesen
- Kakor bo božja volja, tako pa bo.
- Katarina, ruska carica
- Lep izgled ljubezni do sovražnikov
- Marul
- Moč vesti
- Na grobu Prešerna
- Nedolžnost in sila
- Nepoznani dvobojnik
- Nesrečen prepir
- Nikola Zrinji, največji slavjanski vojak
- Očetova kletev
- Petelin
- Poljski rodoljub
- Pomlad
- Popotnik
- Povračilo
- Razvaline Pustiga grada
- Rožmanova Lenčica
- Slavljanski mučenik
- Sodba Bretislavova
- Spitignejev in udova
- Sprava
- Svatoboj puščavnik
- Svoboda
- Svobodoljubna Slavjanka
- Trdoslav
- Vilica
- Vojvoda Ferdinand Brannšveigovski in francozki v vojski vjeti oficirji
- Zvestoba do smrti

Poezja:
- Zmiraj krasna je narava
- Noč na grobu
- Smreka